# Montblainville
Montblainville est une commune française située dans le département de la Meuse, en région Grand Est.

## Géographie

### Localisation
Le village est situé en Argonne sur la rive gauche de l'Aire, à la limite des départements de la Marne et des Ardennes, trois kilomètres au nord-ouest de Varennes-en-Argonne.

### Communes limitrophes
| Apremont          | Baulny         | Charpentry          |
| Binarville        | Montblainville | Very                |
| Vienne-le-Château |                | Varennes-en-Argonne |

### Hydrographie
La commune est dans la région hydrographique « la Seine du confluent de l'Oise (inclus) à l'embouchure » au sein du bassin Seine-Normandie. Elle est drainée par l'Aire, le Vervaux, le Fossé des Cretelles, le cours d'eau 01 de Chassemonsy, divers bras de l'Aire, l'Aire et le cours d'eau 01 du Chêne Tondu,.
L'Aire, d'une longueur de 125 km, prend sa source dans la commune de Saint-Aubin-sur-Aire, à 324 m d'altitude, et se jette  dans l'Aisne, en rive droite à Senuc, à 104 m d'altitude, après avoir traversé 36 communes. Les caractéristiques hydrologiques de l'Aire sont données par la station hydrologique située sur la commune de Varennes-en-Argonne. Le débit moyen mensuel est de 8,88 m3/s. Le débit moyen journalier maximum est de 144 m3/s, atteint lors de la crue du 21 décembre 1993. Le débit instantané maximal est quant à lui de 158 m3/s, atteint le même jour.

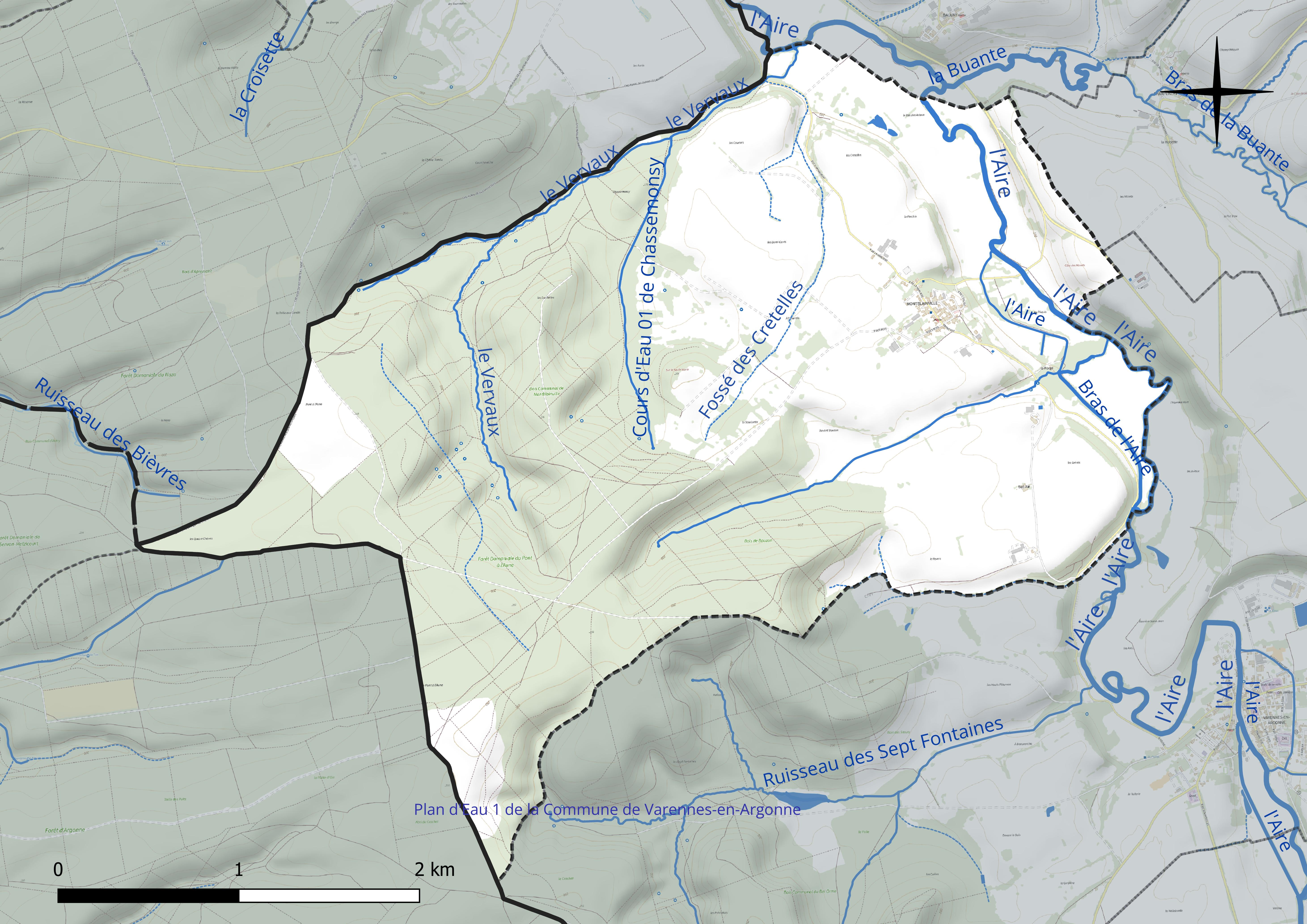
Réseau hydrographique de Montblainville.

### Climat
Pour des articles plus généraux, voir Climat du Grand Est et Climat de la Meuse.
En 2010, le climat de la commune est de type climat de montagne, selon une étude du Centre national de la recherche scientifique s'appuyant sur une série de données couvrant la période 1971-2000. En 2020, Météo-France publie une typologie des climats de la France métropolitaine dans laquelle la commune est exposée à un climat océanique altéré et est dans une zone de transition entre les régions climatiques « Nord-est du bassin Parisien » et « Lorraine, plateau de Langres, Morvan ». 
Pour la période 1971-2000, la température annuelle moyenne est de 10 °C, avec une amplitude thermique annuelle de 15,8 °C. Le cumul annuel moyen de précipitations est de 908 mm, avec 13,8 jours de précipitations en janvier et 9,3 jours en juillet. Pour la période 1991-2020, la température moyenne annuelle observée sur la station météorologique de Météo-France la plus proche, « Septsarges », sur la commune de Septsarges à 12 km à vol d'oiseau, est de 10,3 °C et le cumul annuel moyen de précipitations est de 942,8 mm. 
La température maximale relevée sur cette station est de 39,9 °C, atteinte le 25 juillet 2019 ; la température minimale est de −15,7 °C, atteinte le 1er janvier 1997,,. 
Les paramètres climatiques de la commune ont été estimés pour le milieu du siècle (2041-2070) selon différents scénarios d'émission de gaz à effet de serre à partir des nouvelles projections climatiques de référence DRIAS-2020. Ils sont consultables sur un site dédié publié par Météo-France en novembre 2022.

## Urbanisme

### Typologie
Au 1er janvier 2024, Montblainville est catégorisée commune rurale à habitat très dispersé, selon la nouvelle grille communale de densité à sept niveaux définie par l'Insee en 2022.
Elle est située hors unité urbaine. Par ailleurs la commune fait partie de l'aire d'attraction de Sainte-Menehould, dont elle est une commune de la couronne,. Cette aire, qui regroupe 50 communes, est catégorisée dans les aires de moins de 50 000 habitants,.

### Occupation des sols
L'occupation des sols de la commune, telle qu'elle ressort de la base de données européenne d’occupation biophysique des sols Corine Land Cover (CLC), est marquée par l'importance des forêts et milieux semi-naturels (51,8 % en 2018), une proportion sensiblement équivalente à celle de 1990 (52,3 %). La répartition détaillée en 2018 est la suivante : 
forêts (51,8 %), prairies (25,4 %), terres arables (14,6 %), zones agricoles hétérogènes (8,1 %). L'évolution de l’occupation des sols de la commune et de ses infrastructures peut être observée sur les différentes représentations cartographiques du territoire : la carte de Cassini (XVIIIe siècle), la carte d'état-major (1820-1866) et les cartes ou photos aériennes de l'IGN pour la période actuelle (1950 à aujourd'hui).

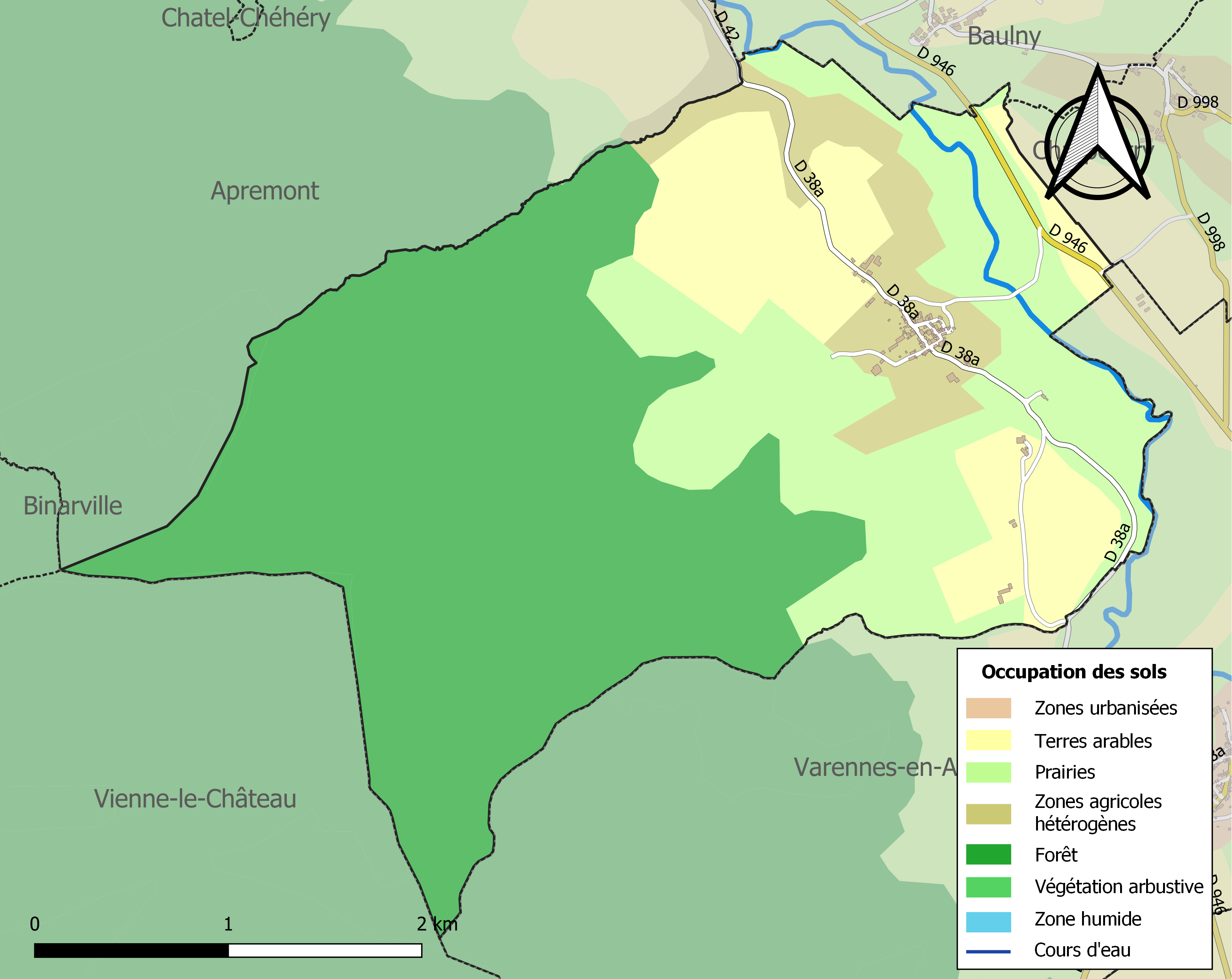
Carte des infrastructures et de l'occupation des sols de la commune en 2018 (CLC).

## Toponymie
Le toponyme Montblainville a évolué au fil du temps. On le retrouve sous différentes formes dans les documents d'archives,  Montblainvilla au Xe siècle, Mamblavilla en 1549, Montblaiville en 1571, Montblainvilla beati Martini au XVIe siècle, Momblainville en 1648, Monblainville en 1656, Mons-Beleni en 1844.
Ses habitants sont appelés les Montblainvillois, Montblainvilloises.
Le nom du village est formé de trois éléments : mons, mont, nom d'homme germanique, villa, domaine.

## Population et société

### Démographie
L'évolution du nombre d'habitants est connue à travers les recensements de la population effectués dans la commune depuis 1793. Pour les communes de moins de 10 000 habitants, une enquête de recensement portant sur toute la population est réalisée tous les cinq ans, les populations de référence des années intermédiaires étant quant à elles estimées par interpolation ou extrapolation. Pour la commune, le premier recensement exhaustif entrant dans le cadre du nouveau dispositif a été réalisé en 2008.

En 2022, la commune comptait 57 habitants, en évolution de −8,06 % par rapport à 2016 (Meuse : −4,4 %, France hors Mayotte : +2,11 %).
| 1793 | 1800 | 1806 | 1821 | 1831 | 1836 | 1841 | 1846 | 1851 |
| ---- | ---- | ---- | ---- | ---- | ---- | ---- | ---- | ---- |
| 671  | 702  | 689  | 659  | 692  | 762  | 708  | 676  | 594  |

| 1856 | 1861 | 1866 | 1872 | 1876 | 1881 | 1886 | 1891 | 1896 |
| ---- | ---- | ---- | ---- | ---- | ---- | ---- | ---- | ---- |
| 609  | 564  | 582  | 487  | 457  | 433  | 452  | 477  | 426  |

| 1901 | 1906 | 1911 | 1921 | 1926 | 1931 | 1936 | 1946 | 1954 |
| ---- | ---- | ---- | ---- | ---- | ---- | ---- | ---- | ---- |
| 396  | 376  | 357  | 189  | 202  | 167  | 201  | 166  | 159  |

| 1962 | 1968 | 1975 | 1982 | 1990 | 1999 | 2006 | 2008 | 2013 |
| ---- | ---- | ---- | ---- | ---- | ---- | ---- | ---- | ---- |
| 133  | 138  | 118  | 101  | 82   | 63   | 65   | 66   | 62   |

| 2018 | 2022 | - | - | - | - | - | - | - |
| ---- | ---- | - | - | - | - | - | - | - |
| 61   | 57   | - | - | - | - | - | - | - |

## Culture locale et patrimoine

### Lieux et monuments
- L'ancienne église a été bénite le 30 novembre 1743[28].
- L’église actuelle, reconstruite après la Première Guerre mondiale, a été inaugurée le 23 septembre 1930[29].
- La forge de Montblainville était au XVIIIe siècle, l'une des usines les plus importantes du département de la Meuse. Il ne subsiste de l'exploitation que la maison du maître de forge transformée en habitation particulière[30].
- Le château de Montblainville, a été propriété d'Elisabeth de L'Escamoncier. Le décès de cette dernière à l’âge d’environ 100 ans, est inscrit le 10 février 1706 dans les registres paroissiaux de la commune dans lequel  elle est qualifiée de  seigneur en partie de Montblainville[31].
- La mairie, reconstruite après la Première Guerre mondiale, a été inaugurée le 27 juillet 1931[32]. À l’origine le bâtiment comportait un campanile aujourd’hui disparu.
- Le monument aux morts inauguré le même jour que la mairie le 27 juillet 1931[32].

### Personnalités liées à la commune
- Basile Joseph Raux (1747-1817), industriel, Maître de forges, homme politique français né à Trélon (Nord), copropriétaire avec son frère de la forge de Montblainville.
- Nicolas Delacroix (1785-1843), homme politique, né à Montblainville.
- Charles Vildrac (1882-1971), poète, dans son recueil Chants du désespérés[33]  dédie à Léon Bazalgette un poème, « Montblainville ».

### Héraldique
| Blason de Montblainville | Blason  | D'or à l'aigle de sable, la tête contourné ; mantelé de gueules chargé d'une étoile d'or en chef accostée de deux bretèches d'argent, maçonnées de sable et percées d'une meurtrière canonnière du même, mouvant des flancs. |
| Blason de Montblainville | Détails | Création de D. Lacorde. Accepté par le conseil municipal du 15 avril 2014. |